# Трактрак рудогузий
Трактра́к рудогузий (Emarginata sinuata) — вид горобцеподібних птахів родини мухоловкових (Muscicapidae). Мешкає в Південній Африці.

## Опис
Довжина птаха становить 15 см, вага 17-20 г. Верхня частина тіла темно-сіра, крила коричневі, за очима руді плями. Хвіст і надхвістя охристо-рожеві, на кінці хвоста широка чорна смуга у вигляді перевернутої літери V. Нижня частина тіла білувата. Очі карі, дзьоб короткий, прямий, лапи чорні. Виду не притаманний статевий диморфізм. У молодих птахів пера мають охристі кінчики. Вокалізації — трелі і крики «чак-чак».

## Підвиди
Виділяють три підвиди:
- E. s. hypernephela (Clancey, 1956) — Лесото;
- E. s. ensifera (Clancey, 1958) — південь Намібії, захід і центр ПАР;
- E. s. sinuata (Sundevall, 1858) — південний захід ПАР.

## Поширення і екологія
Рудогузі трактраки мешкають в Намібії, Південно-Африканській Республіці і Лесото. Вони живуть в сухих чагарникових заростях кару, на сухих низькотравних луках та в піщаних і кам'янистих пустищах, в прибережних районах трапляються на полях. Зустрічаються поодинці або парами. Живляться комахами, яких шукають на землі або під деревами. Рудогузі трактраки є моногамними птахами. Гніздо чашоподібне, робиться з сухої трави і листя, розміщується на землі, зазвичай під чагарником. В кладці від 2 до 4 зелених або блакитних яєць.